# Les Grandes Manœuvres
Pour les exercices militaires, voir Grandes manœuvres.
Pour plus de détails, voir Fiche technique et Distribution.
Les Grandes Manœuvres est un film français réalisé par René Clair, sorti en 1955.
Il s'agit de son premier film en couleurs.

## Synopsis
En province vers 1913, Armand de La Verne, lieutenant au 33e Dragon et véritable Don Juan, tient le pari de devenir l'amant d'une femme que le hasard désignera. Marie-Louise Rivière, belle jeune femme arrivée depuis peu de Paris pour ouvrir une boutique de modiste, est « l'heureuse » élue, ignorant le pari dont elle est l'objet. Elle est d'abord réticente, connaissant la réputation d'Armand. Elle succombe pourtant à ses déclarations enflammées lorsqu'elle le croit tué au cours d'un duel. Un grand amour naît.
Un prochain mariage est même arrêté entre eux. C'est alors que Victor Duverger, un prétendant jaloux et dépité, révèle l'existence du pari à la jeune femme qui en est, bien sûr, profondément meurtrie. La veille du départ d'Armand pour les grandes manœuvres, le jeune homme essaie de se justifier devant une Marie-Louise peinée et incrédule. Le lendemain, elle garde sa fenêtre fermée, tandis que passe devant chez elle le défilé des dragons.
Ces derniers, à cheval, s'en vont pour les manœuvres et avec eux, le beau lieutenant qu'elle se refuse désormais à aimer.

## Fiche technique
- Titre : Les Grandes Manœuvres
- Réalisation : René Clair
- Scénario : René Clair Inspiré du mythe de Don Juan.
- Adaptation et Dialogue : René Clair, Jérôme Geronimi, Jean Marsan
- Adjoint à la réalisation : Michel Boisrond  -  *Assistant : Serge Vallin
- Décors : Léon Barsacq, assisté de jacques Chalvet et Marc Desages
- Costumes : Rosine Delamare, assistée de Georgette Fillon et Joseph Ranzatto
- Photographie : Robert Le Febvre, Robert Juillard, Daniel Diot
- Opérateurs : Roger Delpuech, Jacques Robin, Gilbert Sarthre
- Musique et direction musicale: Georges Van Parys
- Chanson : Si tu m'aimais
- Montage : Louisette Hautecoeur et Denise Natot
- Son : Antoine Petitjean
- Maquillage : Lina Gallet
- Coiffures : Jacqueline Juillard
- Perruques : Jules Chanteau
- Photographe de plateau : Serge Beauvarlet
- Scripte : Francine Corteggiani
- Régisseur : Jean Pieuchot
- Ensemblier/Décorateur de plateau : Maurice Barnathan
- Production : André Daven, Georges Lourau
- Sociétés de production : pour Cinétel, Filmsonor, SECA (Paris) et Rizzoli Film (Rome)
- Directeur de production : Jacques Planté
- Tournage dans les studios de Boulogne-Billancourt du 28 avril au 8 juillet 1955
- Distribution : Cinédis
- Format : Couleur (Eastmancolor) - 1,37:1 - 35 mm - Son mono
- Enregistrement Western Electric
- Trucages : LAX
- Laboratoire Franay L.T.C St-Cloud
- Pays de production :  France,  Italie
- Genre : Comédie dramatique
- Durée : 106 min.
- Date de sortie : 
  - France : 26 octobre 1955
- Affiche : René Péron (France)

## Commentaires
Pour René Clair : « Dans Les Grandes Manœuvres, la seule préoccupation, c'est l'amour ». Il ajoutait que le film était une des innombrables variations qu'on peut faire autour de l'inépuisable thème de Don Juan.
Il existe une fin alternative tournée en même temps que la fin « officielle ». Dans la seconde, alors que la fenêtre ouverte laisse au lieutenant sur le départ l’illusion qu’il est pardonné, le personnage de Marie-Louise est retrouvé mort sur son lit par sa femme de chambre alors que les dragons défilent dans la rue.

## Autour du film
- Le 33e Dragons n'a jamais existé, la numérotation des régiments de dragons s'étant arrêtée à 32 avant la Première Guerre mondiale.
- La fanfare de cavalerie défilant au début et à la fin du film est celle du régiment de cavalerie de la Garde républicaine.
- Un soin particulier a été apporté à la reconstitution des tenues, uniformes et accessoires utilisés dans ce film. Seules quelques erreurs minimes apparaissent. Ainsi, les ornements d'épaule des deux sous-officiers de dragons, qui importunent Mme Rivière à la sortie du cabaret, sont des trèfles de chefs de brigade de gendarmerie. Les armes utilisées dans la séance de tir sont des revolvers d'ordonnance modèle 1874 pour officiers. Armes à poudre noire, ils étaient déclassés en 1913, époque présumée de l'histoire, remplacés par des revolvers modèle 1892 à poudre sans fumée. Les coiffures féminines, serrées en arrière et avec frange, correspondent quant à elles davantage aux modes des années 50 qu'aux volumineux chignons hauts et dégageant le front portés à la Belle Époque.
- La chanson qui rythme les amours du lieutenant de la Verne et de Madame Rivière, interprétée par Thérèse (Magali Noël), ne date pas de l'époque à laquelle se situe le film. il s'agit de "Si tu m'aimais", sur un air de Georges-Eugène Van Parys et des paroles de René Clair lui-même. Elle a ensuite été reprise par Marcel Mouloudji.
- Deux fins différentes avaient été tournées. La seconde, plus tragique, n'a pas été retenue au montage.
- Certaines scènes ont été tournées à Versailles : boulevard de la Reine, rue Mademoiselle, rue Carnot où les écuries du Roi figurent la caserne des Dragons et rue d'Angiviller[2].

## Récompenses
- Prix Louis-Delluc en 1955
- David di Donatello de la meilleure production étrangère en 1956
- Victoire de la Meilleure Réalisation
- Victoire de la Meilleure Actrice à Michèle Morgan
- Victoire du Meilleur Acteur à Gérard Philipe.